# Mohammed Nasim
Mohammed Nasim (Sirajganj, 2 de abril de 1948 - Daca, 13 de junio de 2020) fue un político bangladesí.

## Biografía
Vinculado con la Liga Awami, Nasim ocupó los cargos de Ministro de Salud y Bienestar Familiar y Ministro de Asuntos Internos del Gobierno de Bangladés durante los períodos 2014-2019 y 1999-2001, respectivamente. Fue miembro del órgano legislativo Jatiya Sangsad durante seis períodos en representación de los distritos electorales de Sirajganj-1 y Sirajganj-2.

### Enfermedad y fallecimiento
El 1 de junio de 2020, Nasim fue hospitalizado en Daca luego de dar positivo en una prueba inicial de COVID-19. Cuatro días después sufrió una hemorragia cerebral. Aunque su segunda prueba de COVID arrojó resultado negativo, su condición siguió siendo crítica. El político falleció el 13 de junio a los 72 años.